# Highland (musikalbum)
Highland är det första albumet av den svenska popgruppen One More Time, utgivet 1992.

## Låtlista
1. Highland
2. Calming Rain
3. No One Else Like You
4. Turn out the Light
5. No Romance
6. Ghostwarning
7. Here Comes the Ghost
8. Don't Believe Them
9. Tonight
10. Vitality
11. I'll Show You Wonders
12. Autumn Hymn

## Listplaceringar
| Lista (1992-1993) | Topplacering |
| ----------------- | ------------ |
| Sverige           | 19           |